# Ute Bress
Ute Bress (* 15. Februar 1936 in Völklingen) ist eine deutsche Politikerin der FDP.

## Leben und Beruf
Nach der Mittleren Reife und dem Abschluss der Höheren Handelsschule absolvierte Bress eine Lehre zum Industriekaufmann im elterlichen Industriebetrieb und war dann in diesem Beruf tätig. 1970 machte sie sich mit einem Fremdenverkehrsbetrieb in Sankt Peter-Ording selbständig. 1974 legte sie die Meisterprüfung in der Hauswirtschaft ab. Sie war Vorsitzende der Bürgerinitiative Wohnwert Pinneberg-Nord.

## Partei
Bress ist evangelisch-lutherischen Glaubens und gehört seit 1967 der FDP an.

## Abgeordnete
Von 1974 bis 1986 und 1990/91 war Bress Mitglied des Kreistages im Kreis Pinneberg, seit 1978 war sie dort 8 Jahre Vorsitzende der FDP-Fraktion. 1987/88 gehörte sie dem Landtag Schleswig-Holsteins an. Von 1990 bis 1994 war sie Mitglied der Pinneberger Ratsversammlung.